# Ichneumon turca
Ichneumon turca là một loài tò vò trong họ Ichneumonidae.